# Babes in Bagdad
Babes in Bagdad és una pel·lícula de comèdia estatunidenca del 1952 dirigida per Edgar G. Ulmer i protagonitzada per Paulette Goddard i Gypsy Rose Lee. Jerónimo Mihura Santos va dirigir part de la pel·lícula, en la que també hi va participar Carmen Sevilla, però la majoria de les seves escenes foren eliminades en la versió estatunidenca.

## Argument
La princesa Kyra de les Nits Àrabs fa vaga exigint la igualtat de drets de les dones, davant la frustració del califa Hassan. Amb el suport del fillol del califa, Ezar, Kyra permet al califa veure l'error dels seus camins poligàmics i, finalment, s'estableix amb la seva dona favorita, Zohara.

## Repartiment
- Paulette Goddard - Kyra
- Gypsy Rose Lee - Zohara
- Richard Ney - Ezar
- John Boles - Hassan
- Thomas Gallagher -Sharkhan
- Sebastian Cabot - Sinbad
- MacDonald Parke - Califa
- Christopher Lee - Esclau

## Recepció crítica
Allmovie va escriure, "fins i tot els més acèrrims defensors auteuristes del director Edgar G. Ulmer tenen dificultats per justificar la seva participació en aquest esforç implacablement ximple."